# Ferrovia Venlo-Eindhoven
La ferrovia Venlo-Eindhoven è una linea ferroviaria dei Paesi Bassi tra Venlo e Eindhoven. La linea entrò in esercizio nel 1866 collegando le città di Venlo e Eindhoven passando per Helmond e Deurne.
Con le linee Breda-Eindhoven e Maastricht-Venlo va a formare la Staatslijn E (tradotto dall'olandese, "Linea di stato E"),
| Continuation backward |

| Unknown route-map component "CONTgq" | Unknown route-map component "ABZg+r" |  |

| Station on track |

| Unknown route-map component "hKRZWae" |

| Stop on track |

| Unknown route-map component "CONTgq" | Unknown route-map component "ABZgr" |  |

| Unknown route-map component "SKRZ-Au" |

| Unknown route-map component "SKRZ-Au" |

| Stop on track |

| Stop on track |

| Stop on track |

| Station on track |

| Stop on track |

| Stop on track |

|  | Unknown route-map component "ABZg+l" | Unknown route-map component "CONTfq" |

| Unknown route-map component "hKRZWae" |

| Station on track |

| Continuation forward |